# Zámecký rybník (Kopidlno)
Zámecký rybník o rozloze vodní plochy 12,6 ha se nalézá u zámku Kopidlno v centru města Kopidlno v okrese Jičín. V bezprostřední blízkosti zámeckého rybníka se nalézá soustava 5 násadových rybníků pro chov rybí násady. Rybník je využíván pro chov ryb. Rybník byl založen již v 16. století.
Zámecký rybník je přístupný ze zámeckého parku.

## Galerie

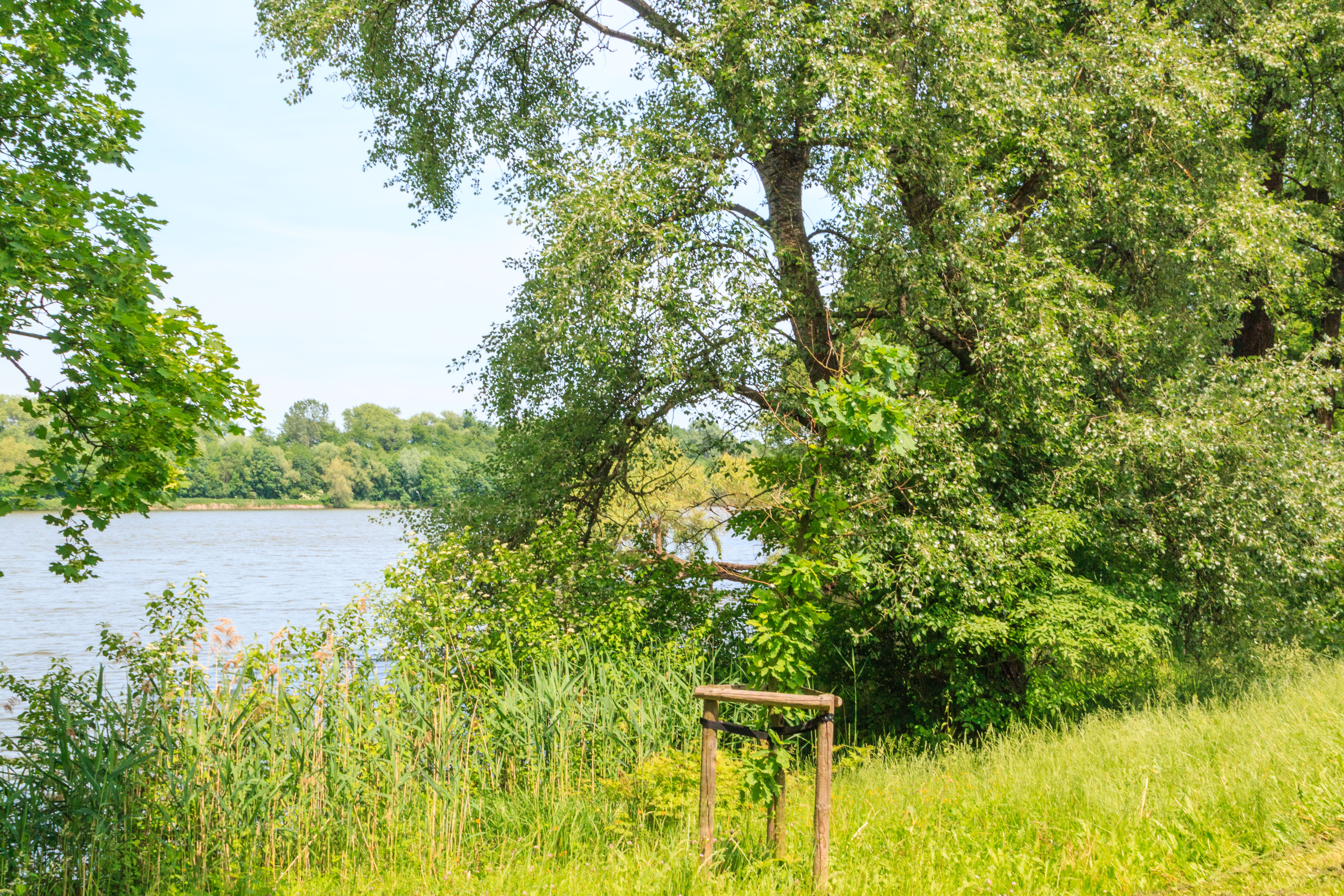
pohled na Zámecký rybník v Kopidlně
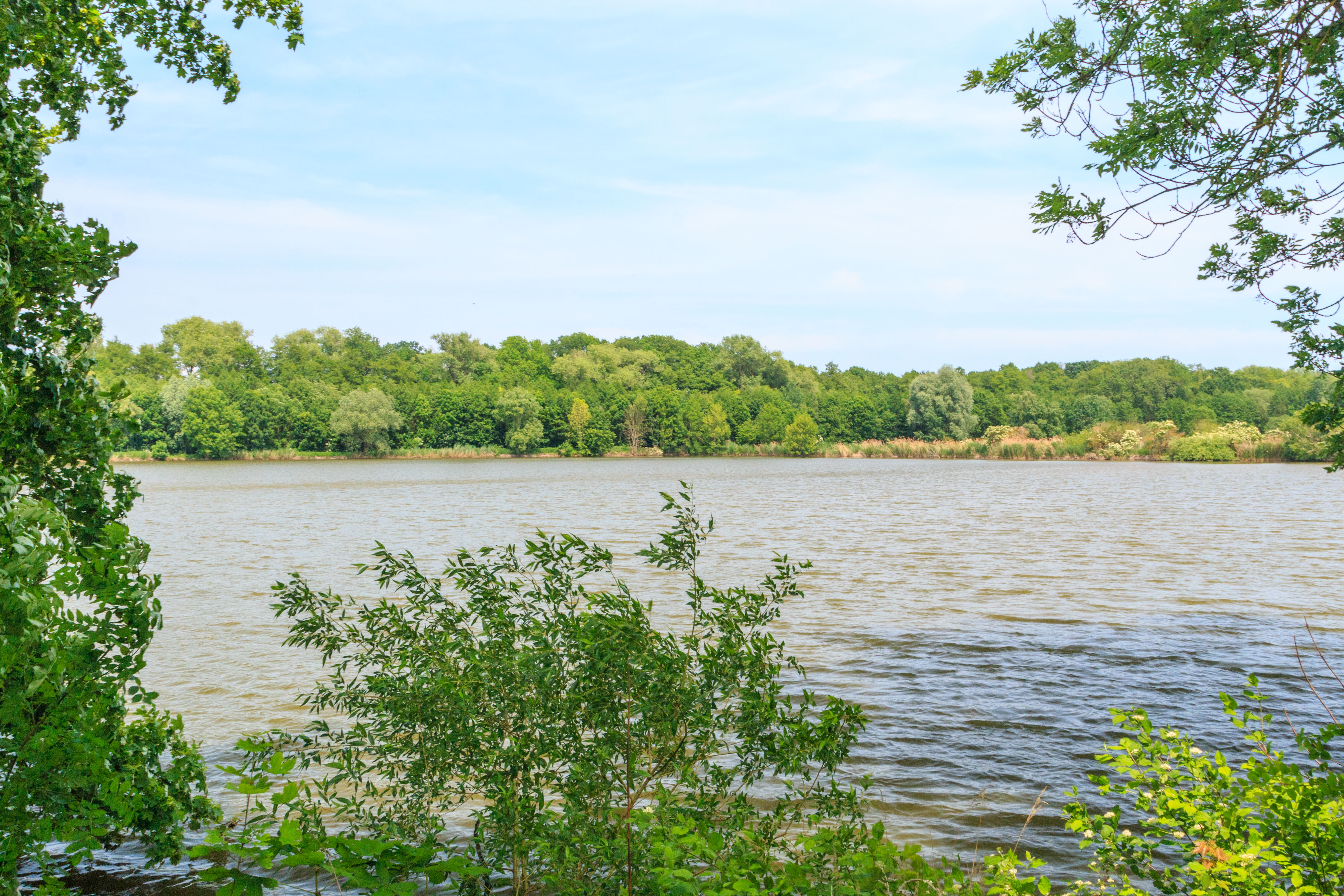
pohled na Zámecký rybník v Kopidlně
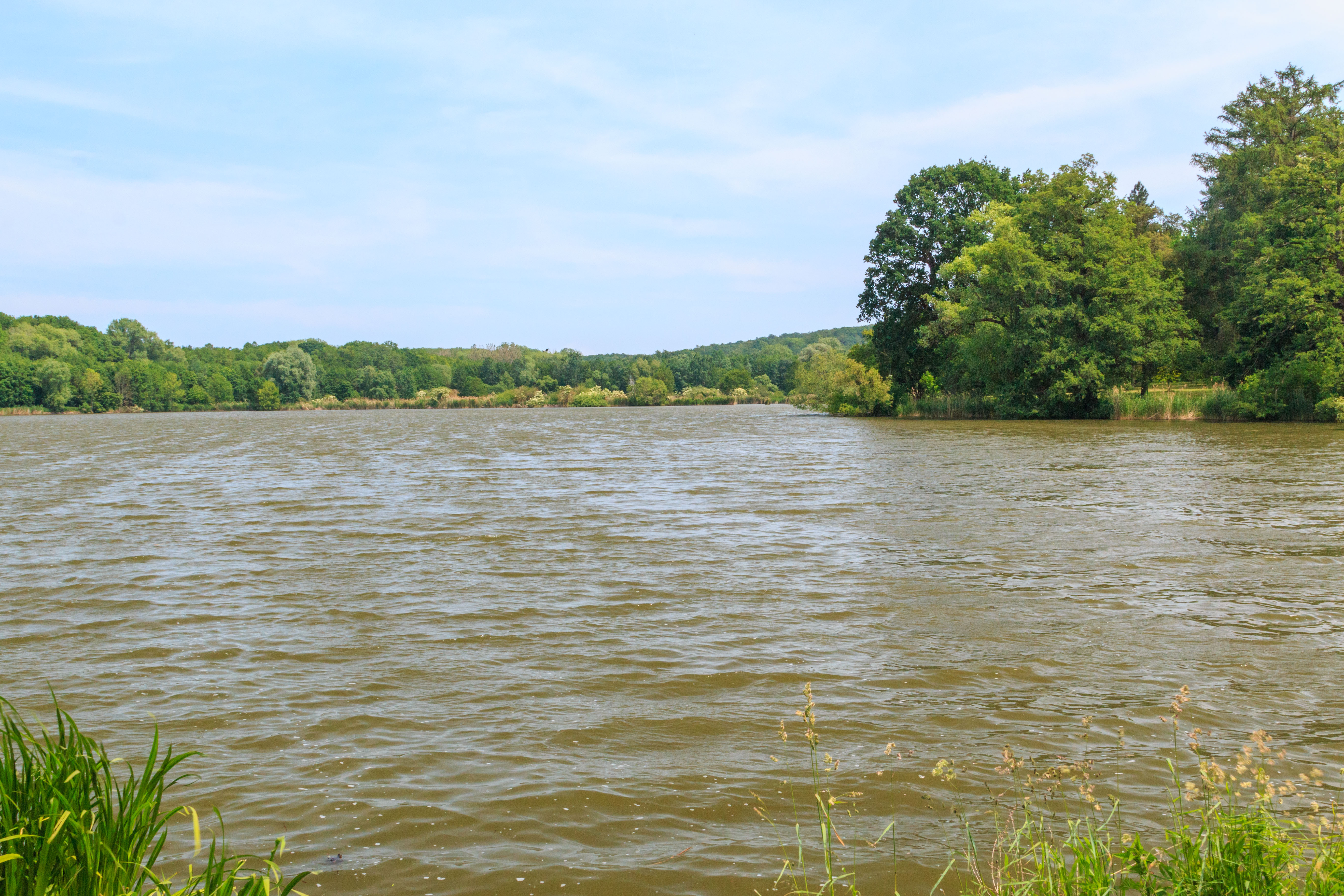
pohled na Zámecký rybník v Kopidlně
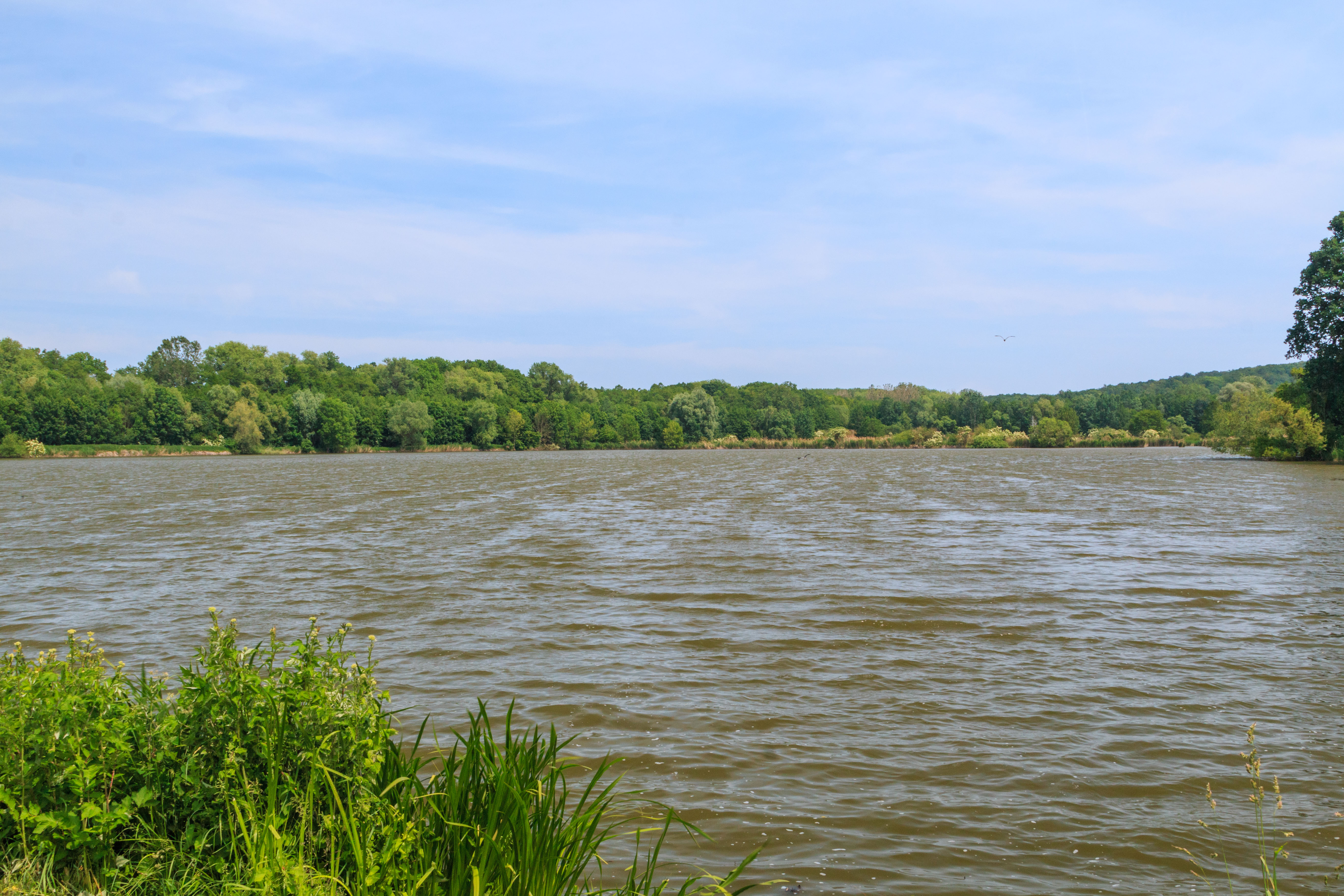
pohled na Zámecký rybník v Kopidlně